# Северная Рукуру
Северная Рукуру (англ. North Rukuru River) — река в Малави, протекает в пределах Северной провинции. Длина Северной Рукуру составляет около 100 километров, площадь бассейна — 2091 км².
Река берет своё начало на плато Ньика. Течёт сначала на юго-запад, потом, после спуска с плато, на север. В низовьях поворачивает на восток. Впадает в озеро Ньяса. Основные притоки — Сере (лв), Чипоме (пр), Зува (лв). В устье реки — город Каронга.
В бассейне Северной Рукуру находится крупное урановое месторождение. По оценкам 2009—2014 годов оно содержит около 11 500 тонн урана.